# Чабталова, Зарина Руслановна
Зарина Руслановна Чабталова (12 апреля 2001, Кизляр, Дагестан, Россия) — российская тхэквондистка. Призёр чемпионата России.

## Спортивная карьера
Училась в кизлярском лицее № 2. Занималась в ДЮСШ под руководством Гусейна Магомедова. В феврале 2015 года стала победителем юниорского первенства Кизляра. В марте 2015 года в Махачкале стала чемпионкой Дагестана среди юниоров. В январе 2017 года в Черкесске стала победителем межрегионального турнира «Mamlyuk challenge». В начале июля 2017 года в Избербаше стала победителем юниорского Первенства Дагестана. В конце июля 2017 года в Краснодаре принимала участие на Спартакиаде. В декабре 2018 года в Рязани завоевала бронзовую медаль чемпионата России. В мае 2021 года в составе сборной Московской области завоевала бронзовую медаль на командном чемпионате России в Майкопе.

## Достижения
- Чемпионат России по тхэквондо 2018 — ;
- Командный чемпионат России по тхэквондо 2021 — ;